# 匙萼金丝桃
匙萼金丝桃（学名：Hypericum uralum），为藤黄科金丝桃属下的一个植物种。